# John Flynn
John Flynn (14 de març de 1932 - 4 d'abril de 2007) va ser un director i guionista de cinema estatunidenc conegut per pel·lícules com The Outfit i Rolling Thunder.
Flynn va néixer a Chicago i es va criar a Hermosa Beach, Califòrnia. Va servir a la Guàrdia Costera i va estudiar periodisme amb l'autor de Roots Alex Haley. Flynn es va llicenciar en periodisme per la UCLA.

### Assistent
Flynn va entrar a la indústria cinematogràfica quan Robert Wise el va contractar per fer una mica de recerca per a un biopic de Robert Capa. La pel·lícula no es va fer mai, però es va portar bé amb Wise que va contractar a Flynn per treballar com el seu assistent a Un demà arriscat.
Posteriorment, Flynn va treballar com a supervisor de guió a West Side Story i com a segon assistent de direcció a Kid Galahad i Two for the Seesaw. Després va treballar com a primer assistent de direcció a La gran evasió i com a director de segona unitat a Els reis del sol ("un guió de merda, un script de crispetes de blat de moro", segons Flynn). Aquest va ser dirigit per J. Lee Thompson que va tornar a utilitzar Flynn com a assistent de direcció a What a Way to Go! i John Goldfarb, Please Come Home!.

### Director de cinema
El 1966, Wise va crear una empresa per produir pel·lícules de baix pressupost que altres dirigirien. Va optar per la novel·la de Dennis Murphy The Sergeant i va contractar a Flynn per dirigir-se. La pel·lícula va protagonitzar Rod Steiger.
La seva següent pel·lícula, The Jerusalem File es va rodar a Israel. No va funcionar especialment bé a taquilla, però The Outfit sí. Aquesta va ser una adaptació de la novel·la de Donald Westlake protagonitzada per Robert Duvall.
El cineasta va aconseguir un seguidor de culte amb el thriller de venjança Rolling Thunder protagonitzat per William Devane i Tommy Lee Jones. La pel·lícula va ser molt controvertida per la seva violència. En una entrevista de 1994 amb Jon Stewart, el cineasta Quentin Tarantino va citar Rolling Thunder com a influència i Flynn entre els seus directors preferits. . La pel·lícula va rebre elogis per les seves seqüències d'acció, atmosfera, direcció, música i actuacions de repartiment; tanmateix, va ser criticat pel seu ritme i el seu clímax violent. A més del seu èxit de crítica, la pel·lícula també va ser un èxit de taquilla amb uns ingressos estimats de 130 milions de dòlars enfront del seu pressupost de producció de 5 milions de dòlars.
Va fer una sèrie de pel·lícules de gran projecció a finals dels anys vuitanta, com ara el neo-noir Best Seller amb James Woods, el drama carcerari de Sylvester Stallone Encadenat, i la pel·lícula d'acció de Steven Seagal Buscant justícia.
A principis de la dècada de 1990, Flynn va dirigir dues pel·lícules fetes per a televisió per cable: la pel·lícula de Dennis Hopper Nails i el drama criminal Scam.
El 1994 va dirigir Joc mortal, una pel·lícula de terror sobre els perills de la realitat virtual, protagonitzada per Edward Furlong i Frank Langella.
L'última pel·lícula de Flynn va ser la pel·lícula directe a vídeo Protection. Va passar els últims anys de la seva vida principalment a França.
Flynn va morir mentre dormia a casa seva a Los Angeles. Li sobreviu el seu fill Tara.

## Filmografia
| Any  | Títol                     | Notes    |
| ---- | ------------------------- | -------- |
| 1968 | The Sergeant              |          |
| 1972 | The Jerusalem File        |          |
| 1973 | The Outfit                |          |
| 1977 | Rolling Thunder           |          |
| 1980 | Defiance                  |          |
| 1980 | Marilyn: The Untold Story | Telefilm |
| 1983 | Lone Star                 | Telefilm |
| 1983 | Touched                   |          |
| 1987 | Best Seller               |          |
| 1989 | Encadenat                 |          |
| 1991 | Buscant justícia          |          |
| 1992 | Nails                     | Telefilm |
| 1993 | Scam                      | Telefilm |
| 1994 | Joc mortal                |          |
| 1999 | Absence of the Good       | Telefilm |
| 2001 | Protection                |          |